# 大阪高速鉄道3000系電車
大阪高速鉄道3000系電車（おおさかこうそくてつどう3000けいでんしゃ）は、大阪高速鉄道（現・大阪モノレール）が導入したモノレール車両である。2018年度グッドデザイン賞を受賞。
同鉄道としては17年ぶりの新型車両であり、2018年（平成30年）10月21日に営業運転を開始した。

## 概要
「中期経営計画2017–2021」において8編成の更新および1編成の増備のための新型車両として計画され、2018年度に1編成が導入された。第1編成は試作車と位置付けられている。
当初の計画では2021年度までに合計9編成を導入する予定であったが、その後の「中期経営計画2020-2024」では完了時期が2022年度に繰り下げられた。さらに2021年には、新型コロナウイルス感染症の影響により運輸収入が減少したことから投資計画を見直し、2025年度までに導入する計画に変更された。
製造にあたっては「やさしさ・おもてなし」、「清潔感・開放感」、「楽しさ」、「チャレンジ」などをキーワードに、「人と人、人と沿線（まち）をつなぐ新たなシンボル」をデザインコンセプトとした。

## 概説

### 外装
車体はアルミニウム合金製のダブルスキン構造を採用し、車体強度の向上を図っている。前面は大阪モノレールのコーポレートカラーであるウルトラマリンブルーを基本に、アクセントとしてアザレアパープルを配色している。ロゴマークは前面ガラスの左上に配置されている。第2編成では当該部分が黄色になっている。
前面および側面にはフルカラーLED式の行先表示器が設置されており、「遠足」「臨時」などの表示も可能である。

### 内装
客室内は白色の内張りを基本とし、妻面壁の木目をアクセントとした。側窓はドア間の3連窓は固定窓、車端部には開閉可能な下降窓（330 mm下がる）を配置し、遮光用にロールアップカーテンを設置する。荷棚ならびに袖仕切板はアルミ製のフレームに強化ガラスをはめ込んだものを、連結面貫通扉には強化ガラス製の扉を採用しており、車内を開放感のあるものとしている。貫通扉は開閉アシストレバー付きで、スムーズな開閉操作ができる。
乗務員室直後は前面展望に配慮したガラス窓構造となっている（夜間などは遮光幕が閉められる）。乗務員室直後は客席から見て左側に前向きの2人掛けクロスシート、右側（運転席直後）に「キッズスペース」がある。「キッズスペース」部は床面が200 mmかさ上げされ、クッション（背あて）付きの仕切りが設けられている。この部分の側窓は下方向に拡大されており、子供が車外の景色や前面展望を楽しめるものとなっている。キッズスペース直後はベビーカースペースとされ、ここにもクッション（腰あて）が設置されている。乗務員室直後の座席・クッションのみモケット色は紫色で、大阪をイメージした「たこ焼き」や「大阪ホイール」などが描かれている。
座席は前述以外はドア間が10人がけ、車端部が4人がけのロングシートで、1人分の掛け幅は 480 mm 、一般席の座席モケットは黒色に紫色をアクセントとしたSばね入りシートを採用した。優先席部においては一般席と反転させたカラーとして区別し、つり革を一般席の紫色からオレンジ色とし、袖仕切握り棒にもオレンジ色を配置した。なお、優先席部においては荷棚高さは一般席の 1,800 mmから1,720 mm（80 mm低下）とし、つり革高さも一般席の 1,610 mmから1,590 mm（20 mm低下）として使いやすさの向上を図っている。
先頭車乗務員室直後の客用ドアに隣接して緊急避難設備（スローダン・緩降機。緊急時に地上に降りる設備）を設置している。その向かいは車椅子スペースとしており、2段式の手すり、暖房器、非常通報装置などを備えている。各客用ドアは半自動に対応しており、内外にドアスイッチを設置する。
空調装置は能力18.6 kW（16,000kcal/h）の集約分散式を各車両の屋根上に2台搭載している（1両あたり37.21 kW ≒ 32,000kcal/h）。各車両にはパナソニック製の「nanoe（ナノイー）」デバイスを搭載した空気清浄機を6台設置している。

### 旅客案内機器
車内の各ドア上部には15インチ液晶ディスプレイ（LCD）を用いた車内案内表示器を設置した。LCD画面は2台が設置され、左側を広告動画用として、右側を行先案内・乗り換え案内等の旅客案内用（日本語、英語、中国語、韓国語に対応）として使用する
放送装置には自動放送装置を搭載しているほか、車外案内用に車外スピーカーを設置している。

### 乗務員室
乗務員室は路線構造から島式ホーム構造のため、運転台は右側配置としている。マスコンハンドルはT字形のワンハンドル式を採用している。マスコンは力行1 - 5ノッチ、常用ブレーキ1 - 7段・非常位置・速度計は最大100 km/hまで刻まれている。

### 走行機器など
制御装置はIGBT素子を使用した日立製作所製の2レベルVVVFインバータ制御を採用した。装置は1C2M制御のインバータを2群納めており、各電動車に1基を搭載する（1C2M2群制御）。
補助電源装置はIGBT素子を使用した富士電機製（CDA172形）の静止形インバータ（SIV・定格出力130 kVA）を編成で1台搭載している。空気圧縮機は潤滑油が不要なオイルフリーレシプロ式空気圧縮機（URC800D-1形・吐出量 464NL/min）編成で2台搭載している。

## 編成構成
編成は3600形 (Mc1) - 3500形 (M2) - 3200形 (M1) - 3100形 (Tc2) で、3M1Tの4両固定編成となっている。従来の車両と同様、将来の6両編成化を考慮した形式番号になっている。
編成表
|              | ← 大阪空港彩都西・門真市 → |           |           |               |
| 形式         | 1                          | 2         | 3         | 4             |
| 形式         | 3600 (Mc1)                 | 3500 (M2) | 3200 (M1) | 3100 (Tc2)    |
| 搭載機器     | VVVF BT (24V)              | VVVF,CP   | VVVF,CP   | SIV BT (100V) |
| 車両重量 (t) | 28.1                       | 27.0      | 27.0      | 26.7          |

凡例
- VVVF：制御装置、SIV：補助電源装置、CP：空気圧縮機、BT：蓄電池

車両番号は第1編成の下2桁が50となっている。
| 3000系 |            |               |            |
| 50     | 日立製作所 | 2018年7月14日 |            |
| 51     | 日立製作所 | 2020年9月9日  | 黄色帯車両 |
| 52     | 日立製作所 | 2021年6月11日 |            |
| 53     | 日立製作所 | 2021年8月20日 |            |
| 54     | 日立製作所 | 2021 10/22    |            |
| 55     | 日立製作所 | 2022 12/4     |            |
| 56     | 日立製作所 | 2024 3/7      |            |
| 57     | 日立製作所 | 2024 5/17     |            |